# Provincia de San Salvador (1528-1578)
La provincia de San Salvador, también conocida como provincia de Cuzcatlán o provincia de San Salvador de Cuzcatlán, fue una división administrativa del Imperio español creada en 1528 (con la conquista del Señorío de Cuzcatlán y refundación de la villa de San Salvador -la cual había sido fundada con anterioridad en 1525 y despoblada al año siguiente- en el Valle de La Bermuda cerca de Suchitoto donde permaneció hasta 1545 cuando fue trasladada a su sitio actual en el Valle de Las Hamacas, en 1546 el monarca español Carlos I de España le otorgó el rango de ciudad) que se encontraba dentro de la Gobernación de Guatemala (y posteriormente de la Real Audiencia de Guatemala) y que abarcaba el actual departamento de Santa Ana, gran parte de la zona central del actual territorio de El Salvador-, y las poblaciones de Nahuizalco y Santa Catarina Masahuat (estas últimas ubicadas como islas dentro de la llamada provincia de los Izalcos -luego que Jorge de Alvarado les quitara a los conquistadores y fundadores de Salvador las 15 poblaciones que compusieron la provincia antedicha-, que permanecerían hasta 1560 cuando dichas poblaciones pasarían a formar parte de la provincia de los Izalcos que ya para entonces ya era la Alcaldía Mayor de Sonsonate).

## Historia

### Fundación de la villa de San Salvador e historia como tenencia de gobernación de Guatemala

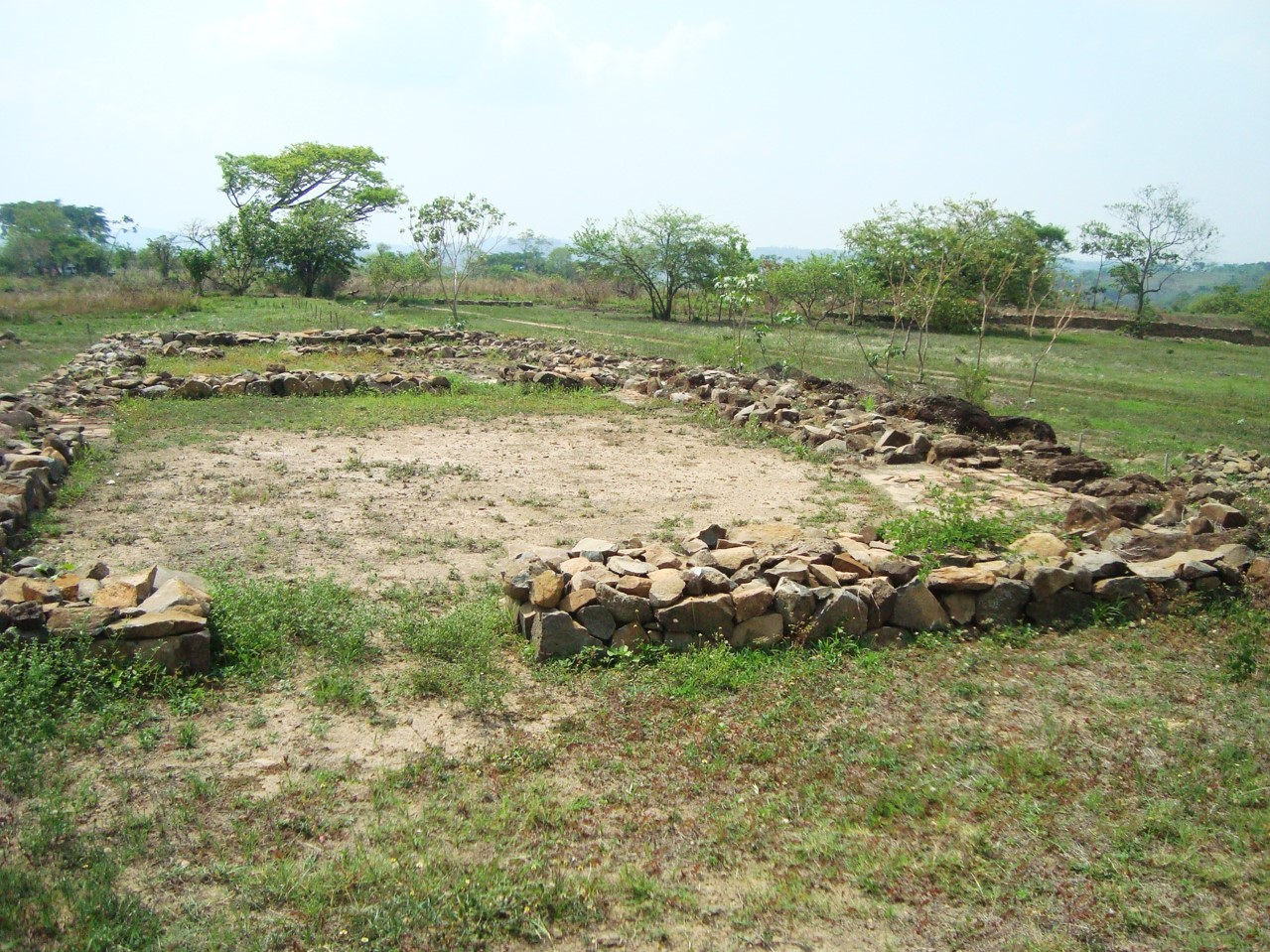
Parte de las ruinas de la villa de San Salvador en el valle de La Bermuda, hoy conocido como el sitio arqueológico Ciudad Vieja

#### Gestión de Diego de Alvarado y Gaspar Arias Dávila
El 1 de abril de 1528, Diego de Alvarado y otros 73 españoles que le acompañaban fundaron en el valle de La Bermuda (cerca de Suchitoto), la villa de San Salvador -luego de la rendición de la ciudad de Cuzcatlán-. Según fray Antonio de Remesal, en su "Historia general de las Indias occidentales particularmente la gobernación de Guatemala", ese día y después de edificadas unas casas, Diego de Alvarado y los miembros del cabildo (que habían sido designados por el teniente gobernador de Guatemala Jorge de Alvarado, hermano de Pedro de Alvarado) tomaron posesión de sus oficios; igualmente ese día dieron advocación a la iglesia parroquial y la dedicaron a la Santísima Trinidad.
Los gobernantes de la provincia tendrían el título de Justicia mayor y Teniente de gobernador y capitán general, siendo el primero Diego de Alvarado (capitán de la expedición que fundó San Salvador en 1528). Asimismo, el primer ayuntamiento de la villa estaría conformado por Antonio de Salazar y Juan de Aguilar (como alcaldes ordinarios, de primer y segundo voto respectivamente), Pedro Gutiérrez de Guiñana, Santos García, Cristóbal Salvago, Sancho de Figueroa, Gaspar de Cepeda, Francisco de Quirós, Pedro Núñez de Guzmán (como regidores), Gonzalo Ortíz (como alguacil mayor), Antonio Bermúdez (como tenedor de bienes difuntos), y Luis de Hurtado (como procurador).
Remesal menciona que se tardó 15 días en levantar y trazar las calles, plaza, e iglesia (dedicada a la Santísima Trinidad) de la nueva población; luego de lo cual, el 16 de abril, el procurador de la villa Luis Hurtado solicitó parcelas para los habitantes y que todos juraran vecindad (esto para evitar que la nueva población quedase despoblada), lo que sería aceptado. Asimismo, ese mismo día 16 de abril el procurador Hurtado pidió que nadie tomase posesión de la tierra o de los ejidos hasta que las autoridades se lo señalen, lo que fue aceptado.
A partir de la fundación de la villa, los distintos pueblos que formaban parte del señorío de Cuzcatlán se rendirían, y desde la villa se nombraría a los vecinos de ella como encomenderos para cada una de dichas poblaciones, y todas estas junto con la villa conformarían la provincia de San Salvador (también llamada provincia de Cuzcatlán), que era parte entonces de la gobernación de Guatemala Sobre el primer repartimiento de encomiendas (que con el transcurso del tiempo se irían modificando), se conoce que las mejores poblaciones fueron dadas al artillero Diego de Usagre, y que el 9 de junio de ese año se le concedió el pueblo de Naozalco (Nahuizalco) a Miguel Díaz Peñacorba
El primer cura de la nueva población sería el presbítero Pedro Ximenez; quien recibía un salario de 170 pesos de oro, pero el 23 de abril de 1529 le señalaron un salario de 140, por lo que al siguiente día solicitó al cabildo un salario superior al que tenía originalmente; debido a ello, las autoridades de la villa dieron por despedido al cura y solicitaron a Guatemala el envío de otro, siendo su sustituto el presbítero Francisco Hernández.
Entre 1528 y 1529, Diego de Alvarado tuvo que hacer frente a la rebelión indígena en el peñón de Cinacantán, en la que se destacarían Miguel Díaz Peñacorba y Bartolomé Bermúdez cuya participación permitiría que dicho peñón fuese dominado y pacificado luego de varios intentos.
A principios de 1529, el teniente de gobernador de Guatemala Jorge de Alvarado le quitó a la provincia 15 poblaciones (que correspondían a los actuales departamentos de Ahuachapán y Sonsonate, y cuyo territorio sería llamado en primera instancia como provincia de los Izalcos y luego alcaldía mayor de Sonsonate) y se las dio a los habitantes de Santiago de Guatemala. Debido a ello, Diego de Alvarado iniciaría la conquista de la actual zona oriental de El Salvador (que era dominada principalmente por los potones o lencas salvadoreños y denominada por los pipiles como Popocatepet); lo que específicamente iniciaría con el combate que se llevó a cabo cerca de Nancuchiname (ubicada en el actual departamento de Usulután), en la que destacó Miguel Díaz Peñacorba.
El 22 de abril de 1529, Diego de Alvarado fue sucedido por Gaspar Arias Dávila, quien tuvo que enfrentarse a una rebelión menor en las poblaciones de Nahuizalco y Masahuat (actual Santa Catarina Masahuat); y quien ejercería brevemente el cargo, ya que a mediados de julio de ese año tuvo que volver a Santiago de Guatemala a resumir el cargo de alcalde ordinario de esa ciudad, para el que había sido designado a inicios de ese mismo año.

#### Gestión de Diego de Rojas y guerra de Nequepio
En julio de 1529 Gaspar Arias Dávila fue sustituido por el capitán Diego de Rojas. Durante su mandato, ya que varios vecinos de la villa de San Salvador habían ido a conquistar el territorio de Popocatepet, partiría con varios soldados españoles e indígenas auxiliares a pacificar la actual zona oriental salvadoreña. En dicha campaña participarían el mariscal Pedro Núñez de Guzmán, Alonso Velasco de Córdova, y Pedro Cerón, entre otros.
En 1530 serían conquistadas las poblaciones chortís ubicadas en el actual departamento de Chalatenango y los departamentos hondureños de Ocotepeque, Lémpira y parte de Copán, por los capitanes Hernando de Chávez y Pedro de Amalín; y serían repartidas por vecinos de San Salvador.
Ese 1530 Diego de Rojas se encontraba luchando contra un grupo lenca que se había refugiado en el peñón de Usulután (el cual era el volcán de Usulután) cuando se dio por enterado de que había otro contingente de españoles en el territorio lenca que venía desde la gobernación de Nicaragua y era liderado por Martín Estete; fue a investigar y al confirmar esto, fue capturado junto con varios soldados, mientras que los que lograron escapar llegaron a la villa de San Salvador, donde dieron aviso de lo sucedido; pero Estete llegó a la villa y pidió a los habitantes que se unieran a Nicaragua, lo cual negaron; razón por la cual fue a la población de Purulapa (actual San Martín, San Pedro Perulapán y San Bartolomé Perulapía) donde fundó una nueva población llamada la Ciudad de los Caballeros.
Viendo las intenciones de Estete, las autoridades guatemaltecas dirigidas, por el gobernador y capitán general Francisco de Orduña, enviarían un contingente liderado por el capitán Francisco López a atacar la Ciudad de los Caballeros; pero cuando llegaron esta estaba abandonada por lo que persiguieron a Estete hasta cerca de Quelepa o Moncagua, donde se encontraron con el ejército de Estete, se dieron por enterado de que él y el capitán Salzeda habían escapado (hacia la provincia de Nicaragua), y donde además serían liberados el capitán Diego de Rojas y los demás prisioneros. Algunos soldados del contingente de Estete decidirían unirse al ejército guatemalteco, mientras que otros pocos decidieron regresar a Nicaragua.

#### Gestión de Luis de Moscoso y fundación de la villa de San Miguel de las Frontera
En abril de 1530, Pedro de Alvarado al regresar a Guatemala desde España se dio por enterado de lo sucedido en la provincia de San Salvador, razón por la cual nombró a su sobrino Luis de Moscoso como justicia mayor y teniente de gobernador de San Salvador y le encargó la misión de fundar una nueva villa en territorio lenca; el 8 de mayo de ese mismo año Moscoso fundó la villa de San Miguel de la Frontera (ubicada en ese entonces en el actual municipio de Santa Elena, en el departamento de Usulután) la cual fue solo un fuerte militar con ayuntamiento teniendo solo población masculina, la cual se abandonó en 1534 cuando sus pobladores se unieron a la expedición de Pedro de Alvarado al Tahuantisuyo o Imperio Inca; posteriormente al año siguiente la villa sería refundada por el capitán Cristóbal de la Cueva en su lugar original en el municipio de Santa Elena (esta vez realmente como una villa con población permanente) y a la vez conquistaría a otras 200 poblaciones cercanas.
El 17 de junio de 1530, debido a que desde Guatemala el misionero domínico fray Domingo de Betanzos envió como nuevo cura de la villa a Antonio González Lozano, el gobierno de la provincia (teniente de gobernador y ayuntamiento) acordó despedir a Francisco Hernández y contratar como nuevo cura a Antonio González Lozano; a quien señalaron solar para su vivienda el 7 de diciembre de 1531. Lozano se encargaría de terminar la construcción del primer templo parroquial, y permanecería en ese puesto por varios años.

#### Gestión de Gómez de Alvarado e informe de los encomenderos de la provincia en 1532
A principios de 1532, fue designado como justicia mayor y teniente de gobernador de San Salvador Gómez de Alvarado. Durante su gobierno, el 18 de mayo de ese año, el ayuntamiento de la ciudad se enteró de instrucciones dadas por el rey y emperador Carlos V a la Real Audiencia de México para que fray Domingo de Betanzos o el presbítero Francisco Marroquín (entonces cura de Guatemala) procediesen a averiguar en las provincias quienes se desempeñaban como encomenderos, y que poblaciones y tributos tenían asignados; para ello el cura Marroquín otorgaría un poder al cura Lozano para realizar tales averiguaciones en la provincia.
El 20 de mayo el cura González Lozano nombró como escribano a Rodrigo Díaz, quien procedió a realizar las averiguaciones de las encomiendas de las provincias; finalizando el 29 de ese mismo mes. Dichas averiguaciones serían puestas en un informe que sería conocido como la Relación de Marroquín; que permite conocer la situación de las poblaciones de la provincia, cuántas casas y qué tributos tenían, y qué nuevo cultivo o animal de ganado habían introducido para ese entonces los habitantes de la villa.
En total en 1532 en la provincia había 57 encomenderos que tenían repartidos entre ellos un aproximado de 90 poblaciones, de los que unos 33 eran clasificados como chontales (es decir extranjeros, fuera de los límites originales del Señorío de Cuzcatlán; y de las que la mayoría estaban en estado de guerra o no pagaban tributo a su encomendero); de esos 57 encomenderos, 6 tenían esclavos. Los tributos que daban incluían maíz, frijol, chile, piña, cacao, pepitas de melón (pepitorias), pavos, pescado de mar (las ubicadas en la costa), olominas (las ubicadas cerca del Lago de Ilopango), sal, miel, cera, cutaras (sandalias), cerámica, colorante rojo extraído de la cochinilla, ropa (toldillos y mantas), y jornales (servicio de trabajo por sueldo).
Las poblaciones con más habitantes fueron dadas a 2 (o raramente 3) encomenderos, siendo este el origen de los casos de duplicación de topónimos: San Juan y San Miguel Tepezontes; San Martín y San Pedro Perulapán (y más tarde también San Bartolomé Perulapía); Santo Tomás y Santiago Texacuangos (y más adelante, también San Marcos); San Antonio y San Pedro Masahuat; Tepecoyo y Sacacoyo; en la época colonial hubo otros ejemplos que hoy están representados por una población, como es el caso de Santiago (actualmente extinto) y San Pedro Metapán. Hubo poblaciones divididas entre dos o tres encomenderos que no terminaron dividiéndose, como Cojutepeque, Olocuilta, Cuscatlán (actual Antiguo Cuscatlán), (Santa Catarina) Masahuat, y poblaciones que después se extinguieron (Cinacantan, Xalozinagua y Ziguatepeque). La excepción fue Nonualco (actuales San Juan, Santiago y San Pedro Nonualco, y de cuyo territorio también se desprenderían Zacatecoluca y Santa María Ostuma), que fue dado en encomienda únicamente a Gómez de Alvarado, quien también era encomendero de El Asistente (nombre que los españoles dieron a Ocotepeque en Honduras); Nonualco tenía 1000 casas (en el caso de Ocotepeque no se menciona) ese año de 1532, con ello Gómez era el encomendero con más casas asignadas; seguido de Pedro Núñez de Guzmán (que tenía la mitad de Cuzcatlán con 400 casas, y Corquín (en Honduras) con 200 casas) y Antonio Docampo (encomendero de Tecoluca, que tenía 600 casas), ambos con 600 casas. Los que menos casas tenían eran Pedro Hernández (que tenía el pueblo de Chincogoa, población dependiente de Tepezontes, actualmente extinto, probablemente ubicado cerca del arroyo Chinuapa en el departamento de La Paz) y Nicolás de Palomares (encomendero de Coatepeque) ambos con 50 casas.
En 1533, Gómez de Alvarado y otros pobladores de la villa se enrolaron en la expedición que Pedro de Alvarado planeó hacia el Tahuantisuyo o Imperio Inca; Gómez sería el último justicia mayor y teniente de gobernador de la provincia de San Salvador pues tal cargo era temporal.

### La provincia empieza a ser gobernada por sus alcaldes ordinarios
En 1533 hubo una insurrección indígena en la Costa del Bálsamo, por lo que el 21 de abril de ese año Pedro de Alvarado (que se encontraba en Xiriualtique en la bahía de Jiquilisco preparando su expedición hacia el Imperio Inca) eligió a Diego de Rojas y Pedro Portocarrero para que fuesen a pacificar a los indígenas de la Costa del Bálsamo, lo cual cumplieron con éxito; pero estos creyeron que tal nombramiento era también para ser justicia mayor y teniente de gobernador en San Salvador y por ello quisieron tener bajo su mandato al cabildo de la villa; por ello el síndico procurador de la villa el 25 de abril de ese año pidió ante Pedro de Alvarado que resolviese la situación, decretando Alvarado (como gobernador y capitán general de Guatemala) que las autoridades de la villa de San Salvador estaban exentas de la jurisdicción de Rojas y Portocarrero; desde ese momento la provincia de San Salvador se vio gobernada por sus alcaldes ordinarios, se desconoce la conformación del cabildo en 1533 solo se sabe que para ese entonces era escribano de número y del consejo Alonso de Vargas.
En 1534 partió Pedro de Alvarado con varios vecinos de la villa de San Salvador y todos los vecinos de la villa de San Miguel para participar de la conquista del Tahuantisuyo o Imperio Inca; se desconoce la conformación del cabildo de la villa de San Salvador ese año y del siguiente, solamente se sabe que en 1534 fungía como uno de sus regidores Isidro Blasco, en 1536 solamente se sabe que como uno de los alcaldes ordinarios de la villa se encontraba Alonso de Oliveros.
A partir del 18 de diciembre de 1534, religiosamente la provincia formará parte de la Diócesis de Guatemala, que fue erigida en esa precisa fecha, teniendo por primer obispo a Francisco Marroquin; esas decisiones (de crear diócesis y nombrar obispos) serían tomadas por el monarca español en base al derecho de patronato regio que le concedió el papa Alejandro VI. Asimismo, a partir del 14 de noviembre de 1535 toda la gobernación de Guatemala (incluida la provincia) pasará a ser parte del Virreinato de Nueva España.
Pedro de Alvarado permanecería poco tiempo en el imperio incaico, retornando a la gobernación de Guatemala en el transcurso del año de 1535. En 1536, debido a solicitud del gobernador de Honduras Andrés de Cereceda, se dirigió a ayudar en la conquista y pacificación de esa gobernación; estando en esa empresa, fundaría la villa de Gracias a Dios, y el 20 de julio de esa año repartiría en calidad de encomiendas las poblaciones, entre las que estaban aquellas localidades (ubicadas en el actual Honduras) que los habitantes de San Salvador habían conquistado y tenían encomendadas.
Uno de los habitantes y fundadores de la villa, que se vieron afectados por las veces en que se quitaban poblaciones de la provincia, fue Sancho de Figueroa; el había recibido de Jorge de Alvarado (como teniente de gobernador de Guatemala), el 27 de julio de 1529, la tercia parte de Cojutepeque y la mitad de Cinacantán, y (en el territorio de Popocatepet) las poblaciones de Chocorrostique (Tocorrostique), Cozotique (posteriormente Cacahuatique, hoy Ciudad Barrios), Colontique (en punta Amapala) y Amatique; para 1532 habían quedado reducidas a la tercia de Cojutepeque y la mitad de Cinacantán. El 10 de mayo de 1533 Pedro de Alvarado le quitó las poblaciones que tenía, y en su lugar le otorgó la mitad de Perulapán (que había quedado vacante por el fallecimiento de Pedro de Liaño), y la población de El Asistente (Ocotepeque); luego cuando Pedro de Alvarado viajó al imperio incaico, Jorge de Alvarado (que había quedado de teniente de gobernador) le entregó la mitad de Cojutepeque; pero cuando Pedro de Alvarado regresó, le quitó la mitad de Cojutepeque y se la dio al veedor Gonzalo Ronquillo, y también le quitó la mitad de Perulapán; y más adelante, con la fundación de Gracias también perdería El Asistente; por lo que en su lugar se le otorgaría el pueblo de Istepeque.
El 27 de marzo de 1537 la villa de San Miguel fue asediada por guerreros lencas; por lo que el ayuntamiento de la población envió un mensaje de auxilio a San Salvador. Debido a ello, el ayuntamiento de San Salvador (presidido por los alcaldes ordinarios Pedro Cerón y Antonio Docampo) envió un contingente al mando del capitán Antonio de Quintanilla; que lograría detener el ataque y que las fuerzas indígenas se dispersaron.
En 1540 Pedro de Alvarado partiría en un viaje hacia las islas Molucas, parte de los barcos fueron construidos en el astillero de Xiriualtique (actualmente Jiquilisco, que en ese entonces era parte de la provincia de San Miguel); en dicho viaje iría como comandante del velero San Miguel el almirante Juan Rodríguez Cabrillo, quien luego capitanearía dos de esos barcos para explorar el territorio de la actual California. Pero Alvarado no pudo realizar el viaje a las Molucas, debido a que falleció el 4 de julio de 1541 en el intentó de detener la rebelión que había en el señorío de Nochistlán.
A la noticia de la muerte de Alvarado, se le sumaría la destrucción de Santiago de Guatemala (ubicada en la actual población guatemalteca de Ciudad Vieja), el 9 de septiembre, por un alud de lodo del volcán de agua; en la que falleció la esposa de Alvarado, Beatriz de la Cueva (que había sido designada gobernadora de Guatemala); por lo que en su lugar, los vecinos de dicha población, dispusieron que estuvieran conjuntamente el obispo Francisco Marroquin y Francisco de la Cueva. Por lo que el 5 de noviembre de ese año, el ayuntamiento de la villa (presidido por Pedro Cerón y Antonio de Figueroa), envió al emperador y rey su parecer y apoyo a los dos que habían sido designados como gobernadores.

### Creación de la Real Audiencia de los Confines, traslado de la villa, título de ciudad, y otros sucesos

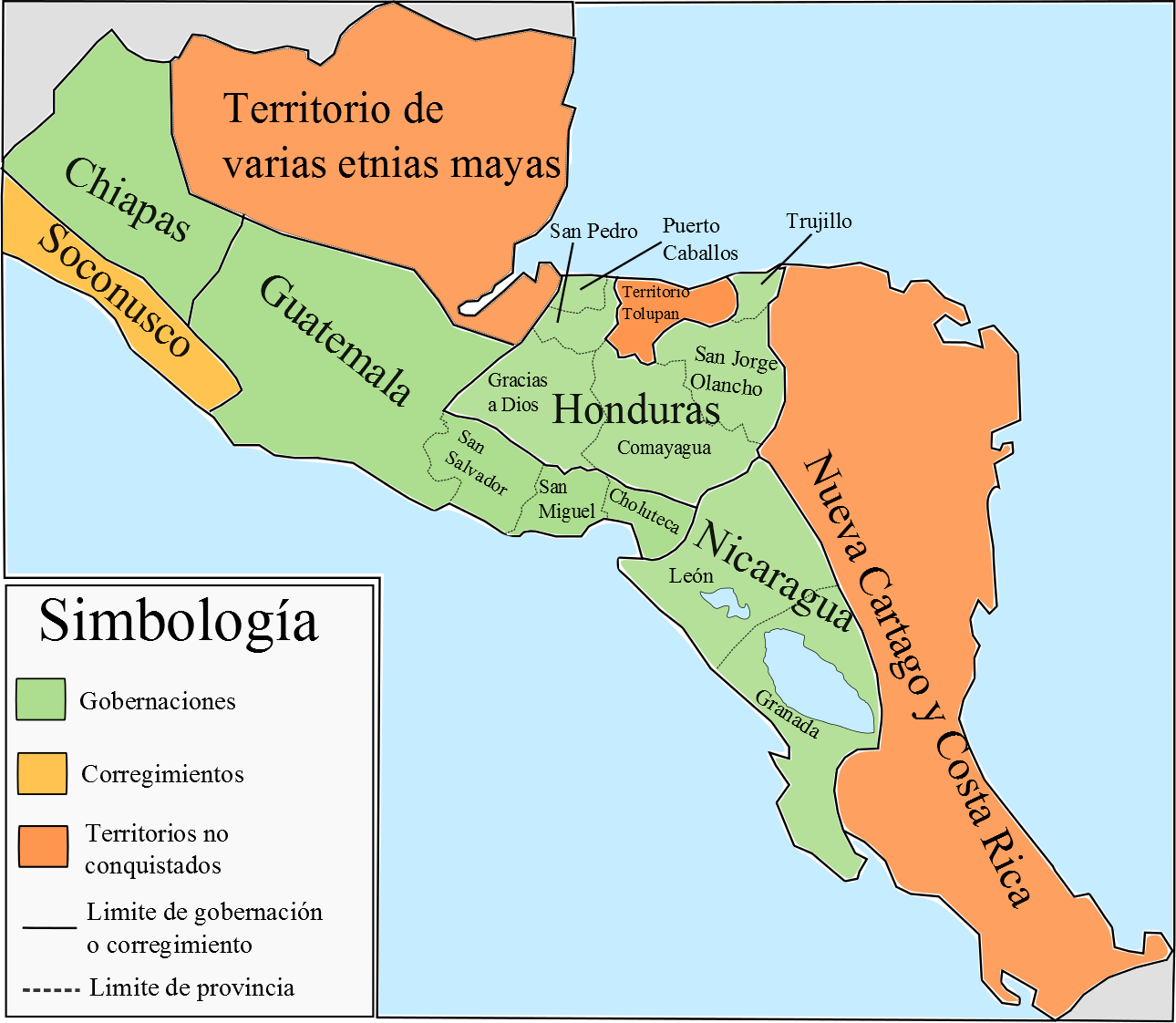
La provincia de San Salvador en la gobernación de Guatemala, y la demás gobernaciónes y provincias, antes de la creación de la Real Audiencia de los Confines en 1542

El 20 de noviembre de 1542 el emperador y rey Carlos V decretaría las ordenanzas de Barcelona o leyes nuevas, donde (entre otras cosas) estipularía la creación de la Real Audiencia de los Confines; cuyo primer presidente sería Alonso de Maldonado; su primera sede estaría en la villa de Gracias a Dios; y a la que formaría parte está provincia.
A principios de 1544 el emperador y rey Carlos V autorizó al comisario general de los franciscanos fray Jacobo de Testera y 200 monjes de esa orden para que llevasen a cabo la evangelización de los indígenas del Virreinato de Nueva España. De ellos 24 frailes serían enviados a Santiago de Guatemala (ubicada en la hoy llamada Antigua Guatemala) bajo la jefatura del comisario o vicario general fray Toribio de Benavente o Motolinia (quien ya había estado en la ciudad de Santiago de Guatemala en los años de 1528 a 1539); y el 2 de junio escogerían como custodio de la provincia de Dulce Nombre de Jesús de Guatemala a fray Pedro de Betanzos. Ambos frailes, Benavente y Betanzos, visitarían por el mes de julio de ese año la provincia de San Salvador (cuyo ayuntamiento era presidido por Cristóbal Salvago y Juan de Ugarte), donde serían testigos de las tormentas eléctricas que había en la villa (en su asiento original del Valle de La Bermuda) y que aterraban a los habitantes de ella.
A partir de 1539 los habitantes de la villa de San Salvador comenzaron a trasladarse al valle de Quezalcuatitán (que posteriormente sería conocida como el valle de las Hamacas), donde establecerían una nueva población llamada La Aldea, ubicada en la ribera del río Acelhuate en la hondonada comprendida entre las cuestas de Palo Verde y La Vega. Paulatinamente, en el valle de La Bermuda solo quedarían los miembros del ayuntamiento y algún que otro habitante; hasta que en 1545, el ayuntamiento solicitaría a la Real Audiencia de los Confines el permiso para trasladarse, lo que así se haría por los meses de abril o mayo de ese año; por lo que a partir de entonces, San Salvador estaría ubicado en el valle de Quezalcuatitán o de las Hamacas, que es donde sigue ubicado actualmente, mientras el asiento original sería abandonado y en la actualidad es el sitio arqueológico de Ciudad Vieja.
Al centro de la nueva población se establecería la plaza pública (hoy plaza Libertad), en la manzana al oriente de ella se construiría el templo parroquial (donde hoy está la iglesia El Rosario) que estaría consagrado al Divino Salvador del Mundo; en la manzana ubicada al sur se construiría el cabildo, la estafeta de correo y las cárceles públicas; mientras que en las ubicadas al norte y al sur se dedicarían a la construcción de portales y establecimientos de comercios.
Con la traslación de la villa, se movieron también los grupos indígenas (que voluntaria u obligatoriamente) habían acompañado y ayudado a los españoles durante la conquista. Así la mayoría de las etnias procedentes de México (mexicas, tlaxcaltecas, chololtecas, zapotecas, mixtecas, etc) fundaron la población de Mejicanos; mientras que los acolhuas fundaron Aculhuaca; y los pueblos procedentes de Guatemala (cakchiqueles, quichés, zutujiles, etc) levantaron el poblado de Paleca. En el siglo XX, Aculhuaca, Paleca y Texincal (que se formó en 1550 por los indígenas que habían sido sirvientes de Antonio Docampo, cuando este decidió regresar a España y les legó sus tierras para que fundasen una población) se unieron formando el municipio de Ciudad Delgado. Asimismo, los indígenas cuzcatlecos que se habían trasladado al perímetro de la villa, fundaron el pueblo de Cuscatancingo.
En agosto de 1544, Alonso de Oliveros fue elegido como procurador de la villa, para que fuese a España a solicitar que se le diese el título de ciudad a esa población; lo cual haría (aunque por las demoras, llegaría a España por el año de 1546), logrando que el 27 de septiembre de 1546 se le diese el título de ciudad a San Salvador por real provisión dada por el, en ese entonces, príncipe Felipe (en nombre de su padre el emperador Carlos V) en el Palacio del Infantado.
El 1 de octubre de 1547 el procurador Alonso de Oliveros conseguiría que el príncipe Felipe le diése a la ciudad los medios necesarios para construir un hospital; que vendría a ser el primero en la provincia (y del actual territorio salvadoreño), y que llevaría por nombre Hospital de Santa Bárbara. Posteriormente, el 3 de febrero de 1548, el ayuntamiento (presidido por los alcaldes Antonio Melara y Luis Dubois) le escribiría al emperador sobre la necesidad de construir buenos edificios, y además  le mostrarían su satisfacción por el gobierno del presidente de la real audiencia Alonso de Maldonado.
El 28 de mayo de 1548 tomó posesión como presidente de la real audiencia Alonso López de Cerrato; quién buscó cumplir estrictamente las ordenanzas de Barcelona o leyes nuevas, lo que significaba poner en libertad a los indígenas que fuesen esclavos, establecer los cabildos de indios (en los pueblos habitados por ellos, y conformados por 2 alcaldes, 4 regidores y 1 escribano), y tasar los pueblos de encomienda. Pará ello se trasladó, con algunos oidores, a San Salvador, donde liberó a unos 500 indígenas, aunque también solicitó que se enviasen esclavos africanos.
La aplicación de las leyes nuevas causó molestias en los habitantes de la ciudad, incluso antes de la llegada de Cerrato, como lo muestra la carta que el ayuntamiento envió al emperador el 3 de febrero de 1548 (diferente a la antes mencionada), donde el ayuntamiento manifestaba lo difícil que era edificar la ciudad sin contar con el servicio de los indígenas.
Del 27 de noviembre al 13 de diciembre de 1548 se llevaron a cabo las tasaciones de tributos de los pueblos encomendados de la provincia. Para entonces había 44 encomenderos; de ellos 27 habían sido listados en 1532, de los cuales 15 poseían grandes encomiendas, 10 habían perdido tributarios (debido principalmente a las enfermedades traídas desde Europa) y 2 mantuvieron los mismos números. Algunos de los Encomenderos son mencionados por el nombre de su padre (por tratarse de menores de edad que habían heredado las encomiendas de su progenitor luego de su fallecimiento), como es el caso de: los hijos de Julián de la Muela (que tenían a Cacalutla (San Julián) y Zapotlán (Santa Isabel Ishuatan), Colzumea y Cinancatepeque, la mitad de Izucar (Huizúcar)) , hijos de Gabriel de Oviedo (Mazahua y Uxapa (extintas, por el lago de Guija), Teutepegua y Xicalapa (Teotepeque y Jicalapa)), Hijos de Alonso Martín Granado (Chalchuapa, Coatepeque) y los hijos de Hernán Pérez (Cojutepeque, tercia parte de Tequezacuangos (Texacuangos), Suchitoto). El encomendero con más tributarios era Antonio Docampo, que era encomendero de Cihuatehuacán (hoy Santa Ana) que tenía 540 casas (más que en 1532, debido probablemente al traslado de indígenas de otros lugares), Tonacatepeque con 220 casas, Xilopango (actual Ilopango) con 82 casas, y Soyapango con 90 casas, con un total de 932 casas; seguido por los hijos de Hernán Pérez, que tenían 400 casas en Cojutepeque, 50 en su tercia parte de Texacuangos (hoy Santo Tomás) y 120 en Suchitoto, con un total de 570 casas. Además había poblaciones que tributaban directamente a la corona: Tecoluca, Quezaltepeque, Teculucelo (extinta, probablemente ubicada por el área donde posteriormente se formó el municipio de La Palma en Chalatenango), y la mitad de Izucar; estas tendrían un corregidor encargado de recoger los tributos.
Las enfermedades provientes de Europa hicieron que la población indígena fuese disminuyendo; la primera de esas enfermedades fue la viruela, que llegó a México en 1519 y se extendió a Centroamérica por 1520, y que provocó la muerte de aproximadamente la mitad de la población de ese entonces; luego vendría la peste bubónica, de 1529 a 1531, que provocaría el fallecimiento de 1/3 o 2/3 de los habitantes; seguida del sarampión, en 1532, con la mortalidad de 1/3 de la población; y en los años de 1545 a 1548 vendría la enfermedad llamada cocoliztli o gucumatz (probablemente generado por la bacteria Salmonella enterica) que tuvo una muy alta tasa de mortalidad. Las enfermedades continuarían diezmando a las comunidades indígenas en las siguientes décadas; hasta que por el año de 1650, la población comenzaría a crecer.
El 8 de abril de 1549 el presidente de la audiencia Cerrato informó al emperador que había empezado a abrir el camino que uniría San Salvador con Gracias a Dios y Guatemala. Asimismo, ese mismo año se trasladaría la sede de la audiencia a Guatemala.

### Fundación del convento de Santo Domingo, inicio de la evangelización y otros sucesos
El oidor Tomás López pasó por la provincia en su camino a Guatemala, y el 21 de diciembre presentó un informe donde daba cuenta del mal estado de la religiosidad en la provincia, por lo que junto con el obispo Marroquin buscó remediar esa situación.
El 8 de junio de 1550 en el capítulo (reunión religiosa) de la Orden de Santo Domingo o Dominicos, celebrado en Ciudad de México, se concedería licencia para que fray Tomás de la Torre o fray Tomás Casillas pudiesen abrir monasterios de dicha orden en las provincias dependientes de la real audiencia de los confines. A fines de ese año, el obispo Marroquin, el oidor Tomás López y fray Tomás de la Torre, visitaron San Salvador (en el que era uno de los alcaldes ordinarios Juan Vásquez de Coronado) para estudiar la posibilidad de fundar un monasterio. El 1 de julio de 1551 el obispo Marroquin comunicaría al ayuntamiento de San Salvador (donde uno de sus alcaldes era Gaspar de Cepeda) que se había otorgado permiso para hacer el monasterio; para entonces era párroco de la ciudad el presbítero Juan Ramírez.
Los monjes fray Tomás de la Torre, Vicente Ferrer y Matías de la Paz junto con el oidor Tomás López partieron hacia San Salvador; donde encontraron oposición del clero secular (presbíteros de la ciudad), que fue calmada por el oidor López. A finales de julio de 1551, los monjes tomaron posesión del sitio para el convento (que además incluiría iglesia y huerta), que estaría ubicado en la zona donde hoy es la calle Brasil (en el barrio de Candelaria de San Salvador). En 1552 (año en el que era uno de los alcaldes ordinarios Gaspar de Cepeda), fray Tomás de la Torre viajó de Guatemala a San Salvador para animar a los frailes, debido a los conflictos que había con el clero secular. Posteriormente, el 22 de enero de 1553, en el primer capítulo de los dominicos de la provincia de San Vicente de Chiapas y Guatemala, se acordó que fuese nombrado vicario (con la misma autoridad de prior conventual) de San Salvador fray Juan Guerrero; más tarde, en el capítulo intermediario celebrado en Cobán el 20 de enero de 1570, se señaló la jurisdicción del convento que iba desde el río de Aguachapa (río Paz) hasta el límite del obispado de León.
El 17 de marzo de 1553 el emperador, a petición de fray Domingo de Azcona (procurador general de la provincia de San Vicente de Chiapa y Guatemala), emitiría una real cédula en la que  otorgaba 2000 pesos de la Real hacienda para que se construyeran varios  conventos de la dicha provincia, entre ellos el de San Salvador. El 3 de agosto fallecería el primer vicario Juan Guerrero; asimismo, para 1554 habían llegado como moradores del monasterio los frailes Juan Beltrán, Antonio de Palacios, y Procopio de Santa Margarita. El 8 de mayo de 1556, en capítulo celebrado en Guatemala, el convento fue ascendido a priorato y se nombraron como prior y subprior a Alonso de Noreña y Lorenzo de Arévalo.
La evangelización de los indígenas no sería tarea fácil y sería algo que se daría paulatinamente. Mientras que desde Guatemala el obispo Marroquin impulsaría la reducción de las asentamientos en un pueblo con diseño español (con un centro conformado por una plaza pública rodeada de los edificios principales); la principal labor evangelizadora sería afrontada por las órdenes religiosas, como los dominicos, de donde provendrían estudiosos de las culturas e idiomas indígenas, cuyos conocimientos facilitarían la conversión de los indígenas. En el transcurso del tiempo el obispo guatemalteco irá nombrando curas que acercaran los sacramentos a los pueblos que tengan a su cuidado. Asimismo, los indígenas buscarían mantener sus tradiciones y creencias, lo que daría origen a un catolicismo sincrético, mezcla de ritos y creencias europeas e indígenas.
El 22 de febrero de 1558 (cuando era alcalde ordinario Juan de Tobar) el oidor Antonio Mejía informó al monarca de la visita que realizó a la provincia en 1557, donde se enteró de que unos monjes dominicos recibían tributos de los indígenas; a lo que el oidor intentó remediar la situación, pero los monjes protestaron y se negaron a cambiar. Este aprovechamiento de los indígenas por parte del clero (tanto presbíteros como monjes) era algo común en ese entonces, sobre todo en el clero secular; como puede verse en las reales cédulas emitidas esos años, donde se menciona que en la jurisdicción de la real audiencia los sacerdotes obligaban a los indígenas que les criaran los potros, y que en algunas zonas los curas se habían convertido comerciantes (vendiendo a los indígenas productos de mala calidad a precios altos, y comprándole a preciosa bajos, además de participar en la trata y contrata de cacao). Debido a esa situación los indígenas no asisitían a misa, ni concurrían a las iglesias o conventos; por lo que para remediar esa situación el emperador, por real cédula de marzo de 1555, ordenó al obispo Marroquín que corrigiera y castigara a los clérigos que no viven como corresponde; aun así la situación se mantendría similar a lo largo de la época colonial.
El 13 de julio de 1558, el rey Felipe II le escribió a la real audiencia sobre de que tiene información de una planta o mineral que al igual que el "pastel" (nombre que se le daba a la planta Isatis tinctoria) produce el color azul; y que por lo tanto los miembros de la audiencia debían indagar minuciosamente sobre eso, ya que a que sería de gran importancia debido a que evitaría la importación del pastel desde Francia y de otros reinos. Esto siendo una referencia al jiquilite o añil (Indigofera suffruticosa) que era cultivado para extraer el tinte azul índigo desde mucho antes de la llegada de los españoles, pero que no le habían dado importancia al punto de no ser mencionada en las tasaciones de encomiendas; pero que irá cobrando importancia paulatinamente hasta convertirse en el principal producto de exportación de la jurisdicción de San Salvador hasta mediados del siglo XIX.
En 1560, el rey Felipe se enteró de que en años anteriores el alcalde mayor de Sonsonate había extendido su jurisdicción a la Provincia de San Salvador, debido a que en esta no había Justicia Mayor o Teniente de gobernador. Por tal motivo el rey ordenó que la Provincia de San Salvador se siguiese gobernando por medio de sus alcaldes ordinarios.
El 4 de junio de 1561 el presidente-gobernador de Guatemala Juan Núñez de Landecho le informó al rey sobre la idea de crear una alcaldía mayor en San Salvador; pero, el 23 de noviembre, el rey no aprobó esa iniciativa, sino que consideró que lo mejor era que la provincia se siguiese gobernando por medio de sus alcaldes ordinarios.

### Supresión y restauración de la Real Audiencia, y otros acontecimientos
El 8 de septiembre de 1562 el rey suprimió la real audiencia de los confines, por lo que la provincia (donde se desempeñaba como uno de sus alcaldes ordinarios Pedro Cerón) pasó a formar parte nuevamente de la gobernación de Guatemala, que dependía a su vez de la real audiencia de México (sede del virreinato novohispano).
En el capítulo intermediario celebrado en Cobán, el 20 de enero de 1566, se encomendó al padre provincial prior Tomás de la Torre, que traslade el convento de San Salvador a otro lugar (lo que ya se había acordado en el capítulo del 8 de mayo de 1556 en Guatemala, y por lo cual el convento se había trasladado a un rancho y casa prestada) según el parecer de los frailes. Ese mismo año, Nicolás López de Irraraga les donó unas casas en el centro de la ciudad junto a un terreno baldío; en dicho terreno, se comenzaría a construir el monasterio; y para ello el rey Felipe II ordenaría, por real cédula del 9 de febrero de 1568, que los habitantes de la ciudad diesen su ayuda para la construcción.
El 15 de enero de 1568 el rey ordenaría la reinstalación de la real audiencia de Guatemala, con la misma demarcación territorial que tenía anteriormente. Lo que se haría efectivo con la llegada a Guatemala del presidente-gobernador Antonio González, el 3 de enero de 1570; año en el que era uno de los alcaldes ordinarios Hernando Bermejo, y a los pocos meses quedaría a cargo interinamente Gerónimo de la Muela.
El cosmografo Juan López de Velázquez, en su obra "Geografía y Descripción Universal de Las Indias" (escrita en los años de 1570 a 1574), menciona que para entonces San Salvador contaba con edificios hechos de madera, piedra, ladrillo, cal y teja; tenía una población de 150 habitantes, de los que 60 o 70 eran encomenderos; y en la jurisdicción había 80 o más pueblos, con alrededor de 10000 indígenas tributarios (repartidos en 60 repartimientos), y que en ella se produce maíz (dos veces al año), trigo (del cual había poco), algodón, bálsamo, liquidambar, frutos de la provincia y de España, encinas (con bellotas amargas que eran buenas para el ganado), nogales, cedros y ceibas (para canoas). Para entonces la población indígena más grande era Santa Ana Cihuatehuacán (que a parece en el documento como Aguateocan) con 540 tributarios, seguido por Zacateycolula (Zacatecoluca) con 400 tributarios, y Teculocelo con 300; no se mencionan los tributarios de Panchimalco, Ateos (hoy cantón de Sacacoyo), Istepeque, Opico, y Tecoluca (que era el único pueblo que tributa a a la corona, y por lo tanto tenía un corregidor; que para 1567 era Bernal Díaz del Castillo, quien en ese año fue prorrogado en ese puesto).
En Guatemala, el 26 de noviembre de 1574, los monjes franciscanos celebraron un capítulo intermedio (presidido por el padre provincial  fray Bernardino Pérez), en donde acordaron la creación de un convento en San Salvador (con el nombre de San Bernardino), cuyo primer guardián sería fray Juan Vico.
El 23 de mayo de 1575 San Salvador fue sacudida por un fuerte terremoto, con epicentro probable entre las actuales poblaciones de San Marcos y Santo Tomás, que dejó en ruinas a la ciudad y ocasionó la muerte de 3 personas. Entre las edificaciones derrumbadas estaban la iglesia parroquial, y las casas que les había había dado Irraraga a los Dominicos (con lo que quedaría frente a ese convento una gran explanada que sería llamada plaza de Santo Domingo, que en la actualidad es la plaza Barrios). Este sería el primer sismo que destruiría a la ciudad.
Debido al terremoto, el presidente-gobernador y capitán general de Guatemala Pedro de Villalobos envió (de manera excepcional y temporal) como teniente de gobernador y capitán general al oidor García Jofre de Loaysa, para ayudar y socorrer a los habitantes de la ciudad; así como también se enviaría a un religioso para consolarlos. Más adelante, el 18 de noviembre de 1576, el monarca español emitió una real cédula para suministrarle ayuda a la ciudad.
En septiembre de 1575, viajó a San Salvador fray Bernardino Pérez, junto con el oidor Loaysa, para elegir el sitio del convento de San Bernardino; señalando para tal fin, el 20 de ese mes, cuatro solares (donde hoy está la plaza San José); dejando a cargo a fray Juan Vico junto con fray Manuel Morato.
A principios de 1576 el oidor Diego García de Palacio realizó una visita a las provincias de Guazacapán, Sonsonate, y San Salvador; con lo que escribiría un informe al monarca español, el 8 de marzo de ese año, donde daba cuenta de lo que había observado en su visita. Sobre la provincia de San Salvador menciona la permanente actividad que tenía el llamado volcán de los Izalcos o de Sonsonate (luego llamado Ilamatepec o de Santa Ana; esa actividad se había mencionado desde la entrada de Pedro de Alvarado en 1524, aunque según un manuscrito anónimo de 1549, el volcán estuvo en estado de quietud desde 1547 a ese año de 1549); que en Santa Ana se extraía de plantas los tintes añil y leonada; en el lago de Coatepeque, que describe lleno de caimanes, descubriría un monumento indígena (actualmente conocido como ídolo del Congo, que es una figura del tipo llamado barrigones, del período preclásico); habla de la laguna de Cuzcatlán (hoy Planes de la laguna), el Boquerón, y la ceniza depositada del volcán de San Salvador; de lo destruida y despoblada que estaba San Salvador  y las poblaciones cercanas por el terremoto; del lago de Ilopango, donde se habían echado mojarras para su reproducción; de la fertilidad del valle del río Jiboa; de que desde hace poco tiempo se había iniciado a cultivar cacao en los Nonualcos (Santiago y San Juan Nonualco, Zacatecoluca, y Tecoluca; en ese tiempo todavía no existía San Pedro Nonualco) y que incluso se cultivaba más que en la alcaldía mayor sonsonateca; de las fuentes termales del volcán de Istepeque (luego llamado Chichontepeque o de San Vicente); y la importancia que para los indígenas tenía el lago de Uxaca (Guija), donde además observó venados de cola blanca y árboles del género Styrax.
El 4 de mayo de 1576, el ayuntamiento de San Salvador acordó, que como los franciscanos todavía no tenían pueblo donde servir, se consultase para que se les pudiese dar el pueblo de Olocuilta; más adelante, el 15 de octubre de 1577, el presidente-gobernador y capitán general Pedro de Villalobos y el padre provincial fray Antonio Tobar firmaron un documento llamado "Repartimiento de pueblos a la Religión de S(an) Francisco", donde estipular on que la orden tuviese por repartimiento los pueblos de Teozaquango el alto, Teozaquango el bajo (es decir Santiago Texacuangos, Santo Tómas, y San Marcos; este último se llamaba Cutacuzcat), Texistepeque, Atempa-Masahua (actual Masahuat, en el departamento de Santa Ana), Chiconguezal (Chiconhueso, actual Nueva Concepción), Guijar (hoy cantón Belén Guijat de Metapán), y Tacachico. Por otro lado, en 1577 fallecería el conquistador Manuel Hernández, encomendero de Zicacalco, y el último de los fundadores de San Salvador.
En abril de 1577, una real cédula dada por el rey Felipe II, le otorgaría a la provincia el rango de alcaldía mayor; para lo cual, a principios de 1578, la real audiencia de Guatemala designaría como alcalde mayor a Diego Galán. A la nueva alcaldía mayor se le agregarían en 1586 las provincias de San Miguel y de Jérez de Choluteca; asimismo, dentro de la alcaldía mayor, la provincia de San Salvador continuaría existiendo (gobernada igualmente por su par de alcaldes ordinarios de la ciudad de San Salvador) hasta el año de 1786, cuando las reformas borbónicas establecerían una nueva organización territorial con la creación de la Intendencia de San Salvador.

## División administrativa

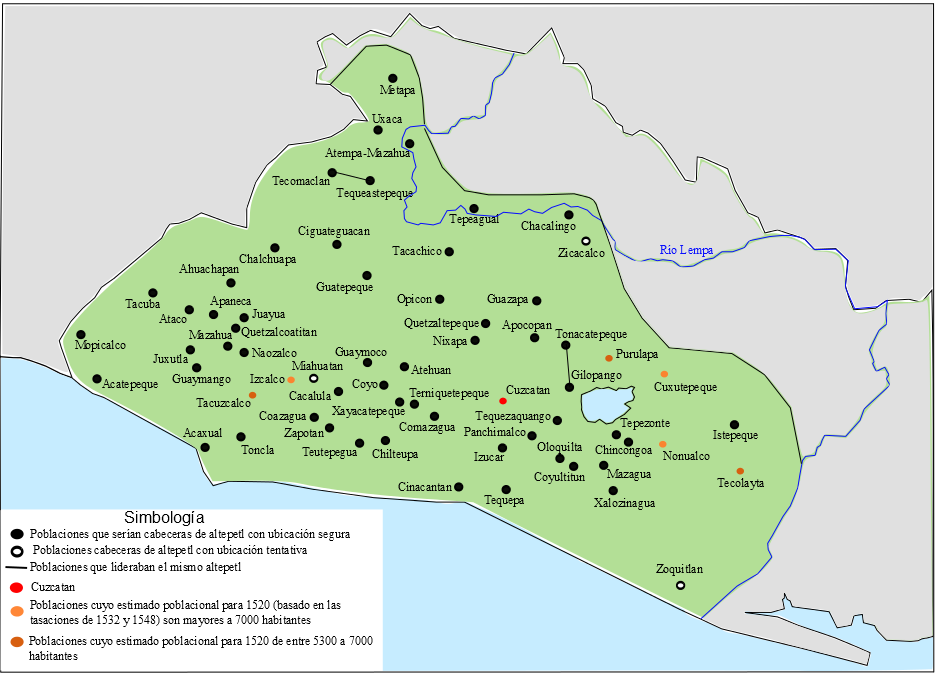
Poblaciones que eran sede altépetl o provincias en el Señorío de Cuzcatlán antes de la conquista. En el mapa no aparecen las poblaciones, al no saber donde precisamente se ubicaban, de: Alzuneque, Ayvovasco, Ziguatlan, Coatamagaz y Coazalata (estas dos formarían un solo altépetl), Chichigualtepegua y Paluca (ambas formarían un solo altépetl con Opicon), Chupol o Polol, Cozalchiname (que formaría un solo altépetl con Acatepeque) y Mascote.

La división administrativa de esta provincia cambió a lo largo del tiempo de su existencia, para el año de 1528 estaba conformada por 74 poblaciones que antes habían sido provincias (estas estaban conformadas por la cabecera de la provincia y las poblaciones tributarias a esta) del Señorío de Cuzcatlán; en 1529 el teniente de gobernador de Guatemala Jorge de Alvarado le quitó la «terzia parte de los indios que tenía(n) y se los dio a los vezinos de la ciudad de Santiago», estas poblaciones eran las ubicadas en los actuales departamentos de Ahuachapán y Sonsonate, todas pasaron a manos de los vecinos de Santiago a excepción de Nahuizalco y Mazaguat que siguieron siendo repartidas por los vecinos de San Salvador; en total a los vecinos de San Salvador les quedaron 59 poblaciones que habían sido del Señorío de Cuzcatlán, los cuales se repartieron entre ellos y al tener poca ganancia se vieron forzados «de yr a conquystar los chontales que es hazia Nicaragua, por la costa adelante pasado el río Lempa»; por lo que la villa de San Salvador se añadió a su jurisdicción, las poblaciones lencas ubicadas en la actual zona oriental salvadoreña (llamada por los pipiles Popocatepet).
En 1530 todas las poblaciones ubicadas en él territorio de Popocatepet (actual zona oriental salvadoreña) pasaron a manos de los vecinos de la villa de San Miguel de la Frontera, tras fundarse en ese año la villa y la provincia de San Miguel; la excepción fueron las poblaciones de Lolotique y Chaoqueca (actual Chinameca, estas dos poblaciones siguieron en manos de los vecinos de San Salvador hasta 1534); debido a ello «les fue forzado de ir a conquistar a los chontales de la syerra y con mucho trauajo y muertes de cristianos pacificaron veynte leguas a su costa y minción», por lo que se le añadieron a la jurisdicción de la villa de San Salvador las poblaciones lencas ubicadas en el noreste del actual departamento de San Vicente, en el departamento de Cabañas y oriente de Chalatenango, y las poblaciones chortís del occidente y centro del actual Chalatenango y de los departamentos hondureños de Ocotepeque y partes de Lémpira y parte del de Copán.
Para 1532 la provincia de San Salvador comprendía un total de 90 pueblos, pero posteriormente en julio de 1535 tras fundar la villa de Gracias a Dios en la gobernación de Honduras, Pedro de Alvarado le repartió a sus vecinos las poblaciones chortís y lencas ubicadas en los actuales departamentos hondureños de Ocotepeque, Lémpira y parte de Copán que con anterioridad eran dadas a los vecinos de la villa de San Salvador.
En 1548 se había incrementado el número de poblaciones encomendadas a los vecinos de San Salvador, debido a que varias poblaciones que antes estaban subordinadas a otras pasaron a recibir el título de pueblo y por lo tanto a tener su propio encomendero; para 1555 tanto las provincia de San Salvador y como la de San Miguel ya se encontraban totalmente pacificadas.

### Evolución administrativa

Territorio del Señorío de Cuzcatlán, territorio original de la provincia de San Salvador en 1528.
Provincia de San Salvador desde 1529 a 1530, en verde las poblaciones pipiles y en café claro las poblaciones chontales.
Provincia de San Salvador (en verde poblaciones pipiles y en café poblaciones chontales; y también en verde las poblaciones lencas de Chaoqueca y Lolotique que aparecen como isla dentro de la provincia de San Miguel) y provincia de San Miguel de 1530 a 1534.
Provincia de San Salvador (en verde poblaciones pipiles y en café poblaciones chontales) y provincia de San Miguel de 1534 a 1535.
Provincia de San Salvador y provincia de San Miguel de 1535 a 1560.
Provincia de San Salvador, provincia de San Miguel y provincia de Jerez de Choluteca desde 1560 hasta 1579.